# Mecaphesa kanakana
Mecaphesa kanakana là một loài nhện trong họ Thomisidae.
Loài này thuộc chi Mecaphesa. Mecaphesa kanakana được Ferdinand Karsch miêu tả năm 1880.